# Брагинский, Юрий Александрович
Юрий Александрович Брагинский; (6 июля 1931, Семипалатинск — 9 августа 1989, Новосибирск) — советский хоровой дирижёр, педагог, заслуженный деятель искусств РСФСР, заслуженный работник культуры РСФСР, профессор кафедры хорового дирижирования Новосибирской государственной консерватории им. Глинки.

## Биография
Родился 6 июля 1931 года в Семипалатинске. Отец Александр Васильевич Толмачев был шофером; мать Мария Зиновьевна Брагинская работала на телеграфе.
Юрий Брагинский окончил Фортепианное отделение Детской музыкальной школы № 1 Новосибирска. С августа 1949 года - учитель пения и руководитель хорового кружка в школе № 10 Кагановичевского района (ныне Железнодорожный район Новосибирска). В 1949 г. - Новосибирское музыкальное училище, 1 курс.
В 1950 году Юрий поступил в Ленинградское музыкальное училище имени Н.А. Римского-Корсакова, на 2 курс.
В 1951 году он побывал вместе с Хором молодых рабочих Ленинграда в Берлине, на Третьем Всемирном фестивале молодежи и студентов.
В 1958 году с отличием окончил Ленинградскую консерваторию имени Н.А. Римского-Корсакова, класс 
Елизаветы Петровны Кудрявцевой (выдающийся музыкант, профессор, народная артистка России, первая в СССР женщина — дирижёр профессионального хора, одна из основателей Ленинградской хоровой школы).

## Профессиональная деятельность
В 1955-1958 годах выступал в вокально-инструментальном ансамбле "Дружба", в составе которого были Александр Броневицкий, солистка Эдита Пьеха, Владислав Чернушенко, Александр Дмитриев и другие, ставшие впоследствии известными личностями.
В 1958 году начал свою деятельность в качестве руководителя хора дирижерско-хорового отделения Новосибирского музыкального училища.
В 1960 году возглавил хоровой класс Новосибирской государственной консерватории.

## АХ НЭТИ
Имя Брагинского неразрывно связано с Академическим хором Новосибирского электротехнического института. 
Днем рождения Академического хора НЭТИ принято считать 19 апреля 1964 года, когда состоялся первый концерт в актовом зале Новосибирского электротехнического института – крупнейшего ВУЗа города Новосибирска. 
Названный в дальнейшем "АХ НЭТИ", хор стал основным творческим проектом и любимым детищем Юрия Александровича Брагинского, в то время старшего преподавателя Новосибирской консерватории.

### Звания и награды АХ НЭТИ
Звания и награды АХ НЭТИ под руководством Ю.А. Брагинского с 1964 по 1989 год:
- лауреат Всесоюзного фестиваля самодеятельного творчества, посвященного 50-летию Октябрьской революции (1967);
- диплом I степени Всесоюзного фестиваля советской молодежи (1973);
- диплом лауреата IV Межреспубликанского конкурса хоров вузов страны ЮВЕНТУС-75 (Литва, Каунас, 1975);
- диплом I степени и звание лауреата зонального конкурса хоров Урала и Сибири (Томск, 1978);
- лауреат премии Новосибирского обкома ВЛКСМ.

### Репертуар АХ НЭТИ
Примеры творческой деятельности АХ НЭТИ во главе с Ю.А. Брагинским  - программы выступлений хора НЭТИ, в которых присутствовали сложные партитуры: 
- сочинения российских (в том числе сибирских композиторов);
- произведения русских классиков;
- зарубежную классику;
- народную музыку;
- современные авторские (бардовские) песни.

### Отзывы
Художественный руководитель Новосибирской филармонии Владимир Калужский в газете «Вечерний Новосибирск»: «Биография хора начиналась в годы, когда два молодых вуза — НЭТИ и Новосибирская консерватория — почувствовали свой незаурядный творческий потенциал, и два ректора, два интеллигента, в лучшем значении этого слова, Г.П. Лыщинский и А.Н. Котляревский заключили договор о сотрудничестве, в котором было и проведение Дней музыки, и многое другое, что было вызвано к жизни желанием расширять молодым музыкантам рамки аудитории, а будущим инженерам — дать возможность свободно и естественно контактировать с искусством.

## Награды и звания
- Заслуженный деятель искусств РСФСР (1983 г.)
- Заслуженный работник культуры РСФСР (1977 г.)

## Печатные издания
- Книга: "Молодость жива. К 90-летию со дня рождения Юрия Брагинского" / Д.Ю. Брагинский – Новосибирск, Санкт-Петербург: изд-во НГТУ, 2021 - ISBN 978-5-7782-4519-8
- Энциклопедия "Новосибирск" / гл. ред.: член-корр. РАН В.А. Ламин — Новосибирск: Новосибирское книжное изд-во, 2003; стр. 119-120. - ISBN 5-7620-0968-8
- Статья "Юрий Александрович Брагинский – педагог, личность, основатель академического хора "АХ НЭТИ" / зав. каф. дирижирования Новосибирской государственной консерватории имени М.И. Глинки, засл.деят.иск. А.А. Париман / Сборник статей Всероссийской научно-практической конференции - ISBN 978-5-9294-0178-7